# Вернон (Калифорнија)
Вернон (енгл. Vernon) град је у америчкој савезној држави Калифорнија. По попису становништва из 2010. у њему је живело 112 становника.

## Демографија
Према попису становништва из 2010. у граду је живело 112 становника, што је 21 (23,1%) становника више него 2000. године.
| Група             | 2000.      | 2010.      |
| Белци             | 9 (9,9%)   | 58 (51,8%) |
| Афроамериканци    | 0 (0,0%)   | 4 (3,6%)   |
| Азијати           | 1 (1,1%)   | 2 (1,8%)   |
| Хиспаноамериканци | 81 (89,0%) | 48 (42,9%) |
| Укупно            | 91         | 112        |